# Paul Jonas (Bankier)

Paul Jonas

Paul Jonas (* 19. Februar 1830 in Schwerinsburg; † 21. Januar 1913) war ein deutscher Jurist und Bankier.

## Leben
Paul Jonas stammte aus einer ursprünglich jüdischen Familie; sein Großvater war zum Christentum konvertiert. Sein Vater war Ludwig Jonas, seit 1833 evangelischer Pfarrer an der Nikolaikirche zu Berlin und liberaler Politiker; seine Mutter Elisabeth die älteste Tochter des Grafen Heinrich von Schwerin; einer seiner Brüder war der spätere Literaturhistoriker Fritz Jonas.
Anders als sein Vater widmete sich Paul Jonas dem Studium der Rechtswissenschaften, und zwar an der Friedrich-Wilhelms-Universität Berlin, der Ruprecht-Karls-Universität Heidelberg und der Universität Halle. In Berlin schloss er sich 1850 dem Corps Marchia an. 1857 wurde er Gerichtsassessor in Breslau, dann Regierungsassessor. 1859 berief man ihn ins preußische Ministerium für Handel, Gewerbe und öffentliche Arbeiten. 1863 wechselte er in die preußische Eisenbahnverwaltung. Bis 1875 war er Präsident der Königlichen Eisenbahndirektion Berlin, wechselte dann als Präsident zur Eisenbahndirektion Elberfeld, wo er bis 1881 blieb.
Nach dem frühen Tod seiner ersten Ehefrau Henriette Adelheid geb. Lehr (1842–1867) heiratete Jonas 1869 die Tochter eines Zuckerfabrikanten, Helene König (1839–1926), eine Cousine seiner ersten Frau.
1880 wechselte Paul Jonas auf Bestreben seines Schwagers Adelbert Delbrück in den Vorstand der Deutsche Bank AG. Dort wurde ihm die Aufgabe übertragen, die Beteiligung der Deutschen Bank am Bau der Northern Pacific Railway in den USA zu verwalten. Jonas erwies sich mit seiner auf Sicherheit bedachten und risikoscheuen Natur sehr bald als Gegenpol zu Georg von Siemens, der noch erheblich stärker ins Ausland expandieren wollte. Von Siemens bezeichnete Paul Jonas in diesem Zusammenhang als „Mühlstein an seinem Halse“. 1887 kam es zum endgültigen Bruch mit Georg von Siemens, woraufhin Jonas aus dem Vorstand ausschied. Bis 1910 blieb er im Aufsichtsrat.
Die Deutsche Bank war nicht das einzige Institut, in dem sich Paul Jonas engagierte. 1882 war er Geschäftsführer der Kurfürstendamm-Gesellschaft, die Immobilienspekulation in den Berliner Vororten Grunewald und Westend betrieb. Die Deutsche Bank war die größte Aktionärin der Gesellschaft.
Paul Jonas und seine Familie hatten zwei Wohnsitze: Die Villa Tiergartenstraße 7 in Berlin (das vormalige Wohnhaus Werth) und die Villa Kulmstraße 20 in Heringsdorf auf Usedom. 1912 wurde Jonas im Jahrbuch der preußischen Millionäre ein Vermögen von über drei Millionen Mark zugeschrieben.